# Du feu par les naseaux
Du feu par les naseaux (The Passionate) est un roman policier de l’écrivain australien Carter Brown publié en 1959 en Australie et aux États-Unis. Le livre paraît en France en 1959 dans la Série noire. La traduction, prétendument "de l'américain", est signée Chantal Wourgaft. C'est une des nombreuses aventures du lieutenant Al Wheeler, bras droit du shérif Lavers dans la ville californienne fictive de Pine City - la huitième traduite en français aux Éditions Gallimard. Le héros est aussi le narrateur.

## Résumé
Un cadavre a été volé à la morgue de Pine City : une belle blonde, ce qui, bien sûr, désigne Al Wheeler pour l'enquête. Un appel anonyme l'envoie dans un studio de télévision où s'enregistre une émission d'épouvante, avec cercueil : oui, il y a bien un corps à l'intérieur de celui-ci, mais pas celui attendu : un homme tué d'une balle. Les choses se compliquent encore avec deux richissimes jumelles aussi délurées que bizarres, un chasseur de grands fauves, un géant avide et violent, et des têtes réduites par les Jivaros. Sans oublier les appels anonymes qui se multiplient... Al Wheeler prend beaucoup de coups, ce qui ne l'incite pas à l'indulgence. D'autant que la sémillante Annabelle Jackson, secrétaire du shérif Lavers, a été remplacée par un dragon moustachu.

## Personnages
- Al Wheeler, lieutenant enquêteur au bureau du shérif de Pine City.
- Le shérif Lavers.
- Charlie Katz, responsable de la morgue.
- Le sergent Polnik.
- Bowers, directeur de la chaîne de télé KVNW.
- Bruno, présentateur de l'émission Après minuit.
- Pénélope et Prudence Calthorpe, jumelles, riches héritières.
- Howard Denis, ancien mari de Pénélope.
- Thelma Denis, ancienne épouse de Howard Denis.
- Lanoix, directeur du motel du Paradis.
- Jonathan Blake, ex-mari de Prudence Calthorpe.
- John le Messager.
- Capitaine Parker, de la Brigade criminelle.
- Ray Morris, expert armurier de la Criminelle.

## Édition
- Série noire no 537, 1959,  (ISBN 2070475379). Rééditions : La Poche noire no 158 (1971),  (ISBN 9782071024048) - Carré noir no 579 (1986),  (ISBN 2070435792).

## Autour du livre
Comme dans Trois cadavres au pensionnat, il est fait allusion à Lizzie Borden, vieille fille accusée d'un double meurtre aux États-Unis en 1892.